# Syl
För andra betydelser, se Syl (olika betydelser).

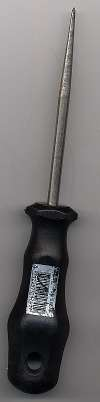
En syl med svart handtag.

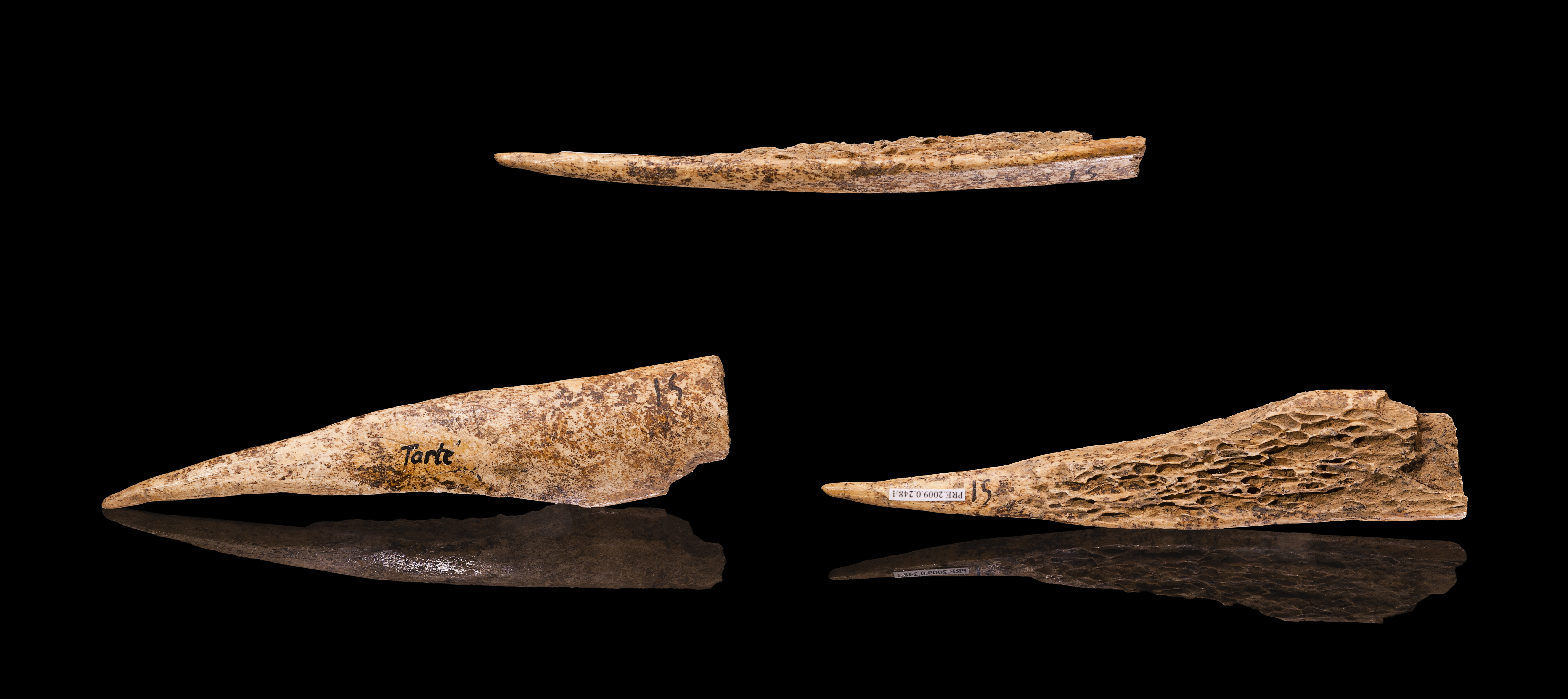
Syl Paleolitikum

En syl är ett spetsigt handverktyg med runt tvärsnitt för håltagning i mjukare material. Det används exempelvis till markering i trä för att underlätta att få i skruvar och till håltagning i läder. En syl med kantigt tvärsnitt kallas pryl. En syl används även till att markera saker. Sylen används mycket i träslöjd.
Sylen är ett mycket gammalt verktyg. Redan under den äldre stenåldern (Paleoliticum) användes sylar och i en askurna från bronsåldern har man bland andra föremål funnit en syl.
Ordet "syl" är belagt i svenska språket sedan 1420–50, dvs yngre fornsvensk tid.
Sylen förekommer i idiomet "inte få en syl i vädret", som betyder att luften är så full av (andras) prat att man inte ens kan få plats med en syl.